# LMFA9 2020
La LMFA9 2020 (ufficialmente 2019-2020) è la 7ª edizione del campionato di football a 9, organizzato dalla FMFA.

## Squadre partecipanti
| Club                  | Città       | Stadio | Sponsor ufficiale | Risultato nella stagione 2019 |
| --------------------- | ----------- | ------ | ----------------- | ----------------------------- |
| Alcobendas Cavaliers  | Alcobendas  |        |                   |                               |
| Alcorcón Smilodons    | Alcorcón    |        |                   |                               |
| Fuenlabrada Punishers | Fuenlabrada |        |                   |                               |
| Madrid Capitals       | Madrid      |        |                   |                               |
| Móstoles Templars     | Móstoles    |        |                   |                               |
| Pinto Goldbats        | Pinto       |        |                   |                               |
| Toros de Madrid       | Madrid      |        |                   |                               |
| Tres Cantos Jabatos   | Tres Cantos |        |                   |                               |

## Stagione regolare

### Calendario

#### 1ª giornata
| Rivas-Vaciamadrid 11 gennaio 2020, ore 16:00 | Alcorcón Smilodons | 19 – 23 | Tres Cantos Jabatos | Estadio de Atletismo Ciudad de Rivas |

| Madrid 11 gennaio 2020, ore 17:00 | Madrid Capitals | 74 – 0 | Toros de Madrid | Polideportivo Palomeras |

| Pinto 11 gennaio 2020, ore 17:30 | Pinto Goldbats | – | Fuenlabrada Punishers | Estadio Municipal Rafael Mendoza |

#### 2ª giornata
| Alcobendas 1º febbraio 2020, ore 12:00 | Alcobendas Cavaliers | 38 – 20 | Madrid Capitals | Polideportivo Municipal Jose Caballero |

| Madrid 2 febbraio 2020, ore 11:00 | Toros de Madrid | 13 – 32 | Móstoles Templars | Centro Deportivo Municipal de Vicálvaro |

| Tres Cantos 2 febbraio 2020, ore 16:00 | Tres Cantos Jabatos | 2 – 6 | Pinto Goldbats | Polideportivo de La Luz |

#### 3ª giornata
| Móstoles 15 febbraio 2020, ore 17:00 | Móstoles Templars | 6 – 44 | Alcobendas Cavaliers | Polideportivo Andrés Torrejón |

| Alcorcón 15 febbraio 2020, ore 19:00 | Alcorcón Smilodons | 49 – 0 | Toros de Madrid | Estadio Municipal Santo Domingo |

| 16 febbraio 2020, ore 12:00 | Fuenlabrada Punishers | 0 – 64 | Tres Cantos Jabatos |  |

#### 4ª giornata
| Madrid 29 febbraio 2020, ore 17:00 | Madrid Capitals | 8 – 0 | Móstoles Templars | Polideportivo Palomeras |

| Pinto 29 febbraio 2020, ore 18:30 | Toros de Madrid | 0 – 35 | Pinto Goldbats | Estadio Municipal Rafael Mendoza |

| Alcobendas 1º marzo 2020, ore 12:00 | Alcobendas Cavaliers | 50 – 0 | Alcorcón Smilodons | Polideportivo Municipal Jose Caballero |

#### 5ª giornata
| Alcorcón 14 marzo 2020 | Alcorcón Smilodons | – | Madrid Capitals | Estadio Municipal Santo Domingo |

| Pinto 14 marzo 2020 | Pinto Goldbats | – | Alcobendas Cavaliers | Estadio Municipal Rafael Mendoza |

| 14 marzo 2020 | Fuenlabrada Punishers | – | Toros de Madrid |  |

#### 6ª giornata
| Madrid 28 marzo 2020 | Toros de Madrid | – | Tres Cantos Jabatos | Centro Deportivo Municipal de Vicálvaro |

| Alcobendas 28 marzo 2020 | Alcobendas Cavaliers | – | Fuenlabrada Punishers | Polideportivo Municipal Jose Caballero |

| Madrid 28 marzo 2020 | Madrid Capitals | – | Pinto Goldbats | Centro Deportivo Municipal Pepu Hernández |

| Móstoles 28 marzo 2020 | Móstoles Templars | – | Alcorcón Smilodons | Polideportivo Andrés Torrejón |

#### 7ª giornata
| Pinto 4 aprile 2020 | Pinto Goldbats | – | Móstoles Templars | Estadio Municipal Rafael Mendoza |

| 4 aprile 2020 | Fuenlabrada Punishers | – | Madrid Capitals |  |

| Tres Cantos 4 aprile 2020 | Tres Cantos Jabatos | – | Alcobendas Cavaliers | Polideportivo de La Luz |

#### 8ª giornata
| Madrid 25 aprile 2020 | Madrid Capitals | – | Tres Cantos Jabatos | Centro Deportivo Municipal Pepu Hernández |

| Móstoles 25 aprile 2020 | Móstoles Templars | – | Fuenlabrada Punishers | Polideportivo Andrés Torrejón |

| Alcorcón 25 aprile 2020 | Alcorcón Smilodons | – | Pinto Goldbats | Estadio Municipal Santo Domingo |

#### 9ª giornata
| 9 maggio 2020 | Fuenlabrada Punishers | – | Alcorcón Smilodons |  |

| Tres Cantos 9 maggio 2020 | Tres Cantos Jabatos | – | Móstoles Templars | Polideportivo de La Luz |

| Madrid 9 maggio 2020 | Toros de Madrid | – | Alcobendas Cavaliers | Centro Deportivo Municipal de Vicálvaro |

### Classifica
La classifica della regular season è la seguente:
- PCT = percentuale di vittorie, G = partite giocate, V = partite vinte,  P = partite perse, PF = punti fatti, PS = punti subiti

| Pos. | Squadra               | PCT   | G | V | N | P | PF  | PS  |
| ---- | --------------------- | ----- | - | - | - | - | --- | --- |
| 1    | Alcobendas Cavaliers  | 1.000 | 3 | 3 | 0 | 0 | 132 | 26  |
| 2    | Pinto Goldbats        | 1.000 | 2 | 2 | 0 | 0 | 41  | 2   |
| 3    | Madrid Capitals       | .667  | 3 | 2 | 0 | 1 | 102 | 38  |
| 4    | Tres Cantos Jabatos   | .667  | 3 | 2 | 0 | 1 | 89  | 25  |
| 5    | Alcorcón Smilodons    | .333  | 3 | 1 | 0 | 2 | 68  | 73  |
| 6    | Móstoles Templars     | .333  | 3 | 1 | 0 | 2 | 38  | 65  |
| 7    | Fuenlabrada Punishers | .000  | 1 | 0 | 0 | 1 | 0   | 64  |
| 8    | Toros de Madrid       | .000  | 3 | 0 | 0 | 3 | 0   | 158 |

## Playoff

### Tabellone
|  | Semifinali | Semifinali | Semifinali |  |  | VII Final de la LMFA9 | VII Final de la LMFA9 | VII Final de la LMFA9 |  |
|  |            |            |            |  |  |                       |                       |                       |  |
|  | 1          | TBD        |            |  |  |                       |                       |                       |  |
|  | 1          | TBD        |            |  |  |                       |                       |                       |  |
|  | 4          | TBD        |            |  |  |                       |                       |                       |  |
|  | 4          | TBD        | TBD        |  |  |                       |                       |                       |  |
|  |            |            |            |  |  |                       |                       |                       |  |
|  |            |            | TBD        |  |  |                       |                       |                       |  |
|  | 3          | TBD        |            |  |  |                       |                       |                       |  |
|  | 3          | TBD        |            |  |  |                       |                       |                       |  |
|  | 2          | TBD        |            |  |  |                       |                       |                       |  |

### Semifinali
| 2020 | TBD | – | TBD |  |

| 2020 | TBD | – | TBD |  |

### VII Final de la LMFA9
| 2020 | TBD | – | TBD |  |